# Great Canfield
Great Canfield is een civil parish in het bestuurlijke gebied Uttlesford, in het Engelse graafschap Essex. In 2001 telde het civil parish 364 inwoners. De parish omvat de gehuchten Hope End Green, Canfield Hart, Bacon End en Green Street. Het dorp heeft een kerk.